# بيتر ليونارد
بيتر ليونارد (بالإنجليزية: Peter Leonard) هو صحفي ومذيع أخبار أسترالي، ولد في 21 فبراير 1942 في Yass, New South Wales ‏ في أستراليا، وتوفي في 23 سبتمبر 2008 في Mawson, Australian Capital Territory ‏ في أستراليا بسبب ورم المتوسطة.